# Inka Calvi
Inka Calvi (* 1970 in Heidelberg) ist eine deutsche Schauspielerin.

## Leben
Calvi wuchs in Karlsruhe auf. Nach dem Abitur ging sie 1988 nach München und wurde an der Institution „Schauspiel München“ aufgenommen. Bereits während ihres Studiums drehte sie mit Filmstudenten der Hochschule für Fernsehen und Film München und bekam ihre erste Rolle noch vor ihrem Abschluss im Tatort: Ein Sommernachtstraum unter der Regie von Walter Bannert. Vor und während ihrer Ausbildung hatte sie ab 1995 erste Rollen in verschiedenen Fernsehserien wie SOKO 5113, Rosamunde Pilcher unter der Regie von Hans-Jürgen Tögel. 1995 spielt sie die Hauptrolle „Dorle Bims“ in der RTL Komödie Weihnachten mit Willy Wuff – Eine Mama für Lieschen. Ab 1997 bis 199 spielte sie die durchgehende Serienrolle „Lea Kant“ in Dr. Sommerfeld – Neues vom Bülowbogen. Weitere Serienrollen wie in Weißblaue Wintergeschichten und auch in Werner Mastens „Am liebsten Marlene“ folgten. Seit 2018 lebt sie zeitweise in Monticchiello, Toskana.
Calvi lebt in München mit ihrem Mann und Sohn.

## Filmografie (Auswahl)
- 1993: SOKO 5113 – Damenwahl
- 1993: Tatort: Ein Sommernachtstraum
- 1993: Tatort: Gefährliche Freundschaft
- 1993: Tatort: Himmel und Erde
- 1994: Rosamunde Pilcher Das Ende eines Sommers
- 1997: Der Bulle von Tölz – Tod am Rosenmontag
- 1997: Ein Fall für zwei – Aufs falsche Pferd gesetzt
- 1997: Tatort – Brüder
- 1998: Polizeiruf 110: Spurlos verschwunden
- 1998: Am liebsten Marlene (Serienhauptrolle)
- 2000: Samt und Seide – Luftschlösser
- 2000: Gesteinigt – Der Tod der Luxuslady
- 2001: Sinan Toprak ist der Unbestechliche – Der Fenstersturz
- 2003: Mit Herz und Handschellen – Bussi für den Mörder
- 2004: Die Kommissarin: Tödlicher Treffer
- 2004: Meine Frau, meine Freundin und ich
- 2005: Der Alte – Folge 305: Tödliche Verstrickung
- 2006: SOKO 5113 – Mord wie im Groschenroman
- 2007: Tatort: Der Finger
- 2008: Machen wir’s auf Finnisch
- 2010: SOKO 5113 – Querschuss
- 2011: Blinde Spuren (Serienpilot RTL)
- 2012: SOKO Kitzbühel – Jungbrunnen
- 2013: Heiter bis tödlich: Fuchs und Gans
- 2016: Unter deutschen Betten
- 2016: Blauhimmel
- 2019: Hubert ohne Staller – Wasser des Lebens
- 2019: Salida Mallorca – Lug, Betrug und Neuanfang
- 2021: Faltenfrei
- 2021: Herzogpark (Fernsehserie)